# Новоспасовка
Новоспа́совка (каз. Новоспасовка) — село у складі Теренкольського району Павлодарської області Казахстану. Входить до складу Івановського сільського округу.
Населення — 32 особи (2021; 106 у 2009, 194 у 1999, 179 у 1989).
Національний склад станом на 1989 рік:
- українці — 43 %;
- казахи — 29 %.